# 海门特区
海门特区，中华人民共和国旧行政区划名。
1980年置特区（县级），治所在今浙江省台州市椒江区。属台州地区。1981年改设椒江市。 